# Harlan Leonard

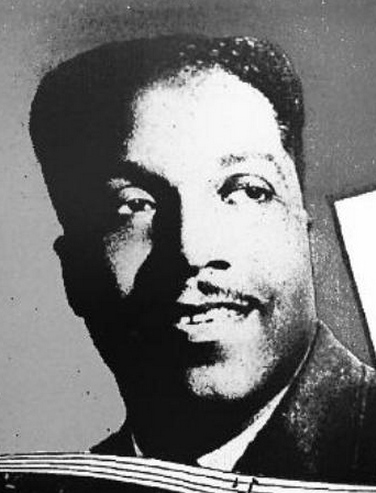
Harlan Leonard in 1944

Harlan Leonard (Kansas City, 2 juli 1905 - 10 november 1983) was een Amerikaanse jazz-klarinettist, saxofonist  en bandleider. 
Leonard speelde in de territory-band van George E. Lee en sloot zich rond 1923 aan bij het orkest van Bennie Moten, waar hij tot 1931 de reed-sectie leidde. Hierna speelde hij met Thamon Hayes in de Kansas City Skyrockets, waarin onder meer Vic Dickenson en Jesse Stone actief waren. Na het einde van de band richtte hij Harlan Leonard and His Rockets op. De band speelde een mix van swing en bop en was een van de bekendste bands in Kansas City. De groep viel in 1936 uit elkaar, maar Leonard kwam in 1937/1938 met een tweede versie, met musici uit de groep van Jimmy Keith. In 1938 speelde Charlie Parker vijf weken in de groep, maar hij werd uit de band gezet vanwege een gebrek aan discipline. In 1940 speelde Leonard enige tijd in verschillende ballrooms in Chicago en nam hij 23 nummers op. Een jaar later keerde de groep terug naar Kansas City en toerde het orkest in het middenwesten. In 1943 toerde het orkest aan de westkust en trad het een jaar lang op in Club Alabam in Los Angeles, waar het tevens zangeres Little Miss Cornshucks begeleidde. Rond 1945 werkte de groep alleen nog in Kansas City. Na het einde van de band trad Leonard nog af en toe op in lokale clubs, tot hij er een punt achter zette en een loopbaan bij de belastingdienst begon.
Leonard heeft meegespeeld op opnames van Moten, Count Basie, Jelly Roll Morton, Jimmy Rushing en George Shearing.

## Discografie
- 1940 - Harlan Leonard and His Rockets, Chronological Classics, 1992

- Bibliothèque nationale de France: cb13896554k (data)
- Gemeinsame Normdatei: 128677120X
- International Standard Name Identifier: 0000 0000 3898 1319
- Library of Congress Control Number: no93022641
- MusicBrainz: 1305df87-af4a-483c-a2ab-dba1910a247f
- Virtual International Authority File: 59270151
- WorldCat: E39PBJpJ8MkrDXw3xV4fx79bh3